# Mārīcī

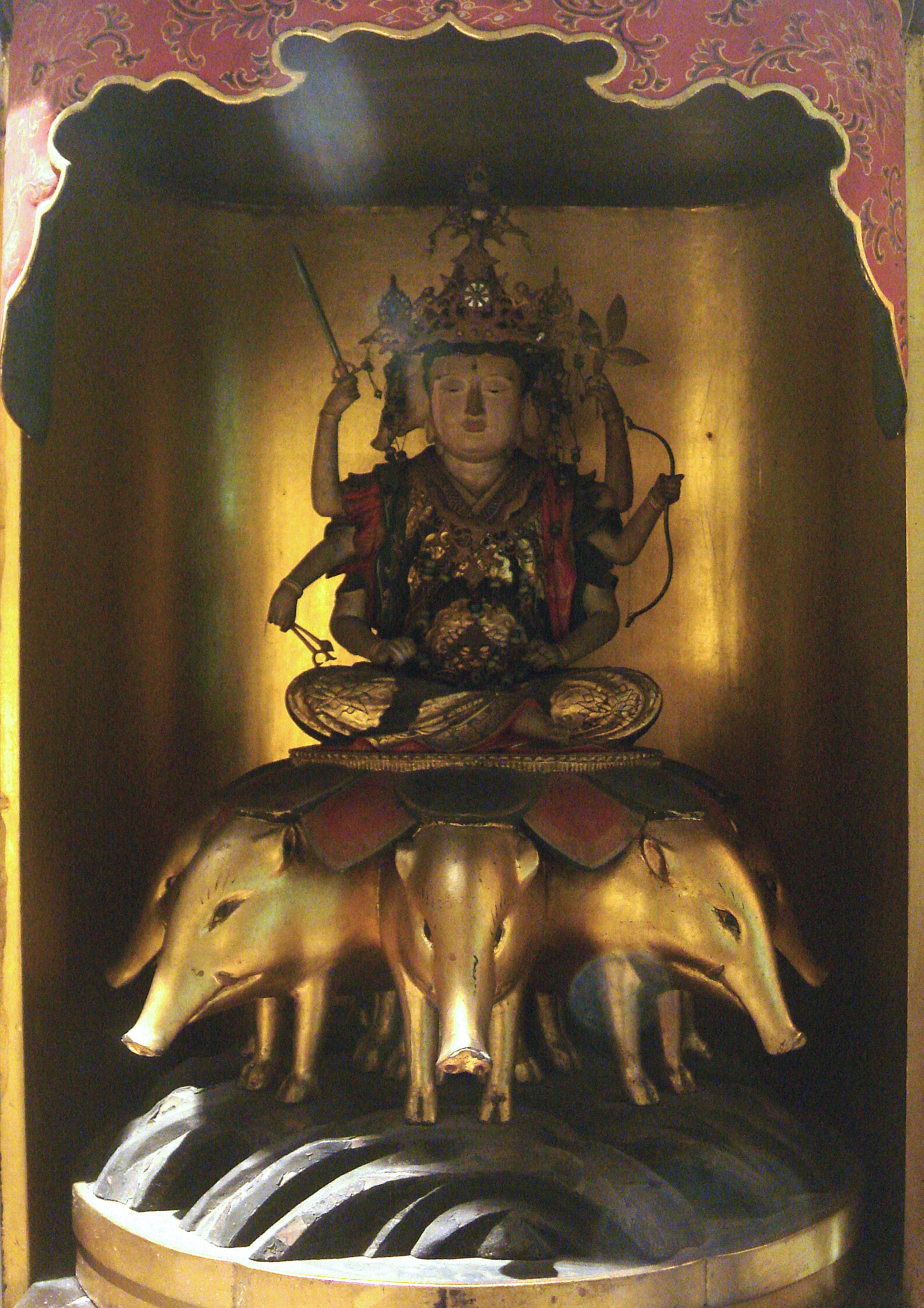
Una rappresentazione di Mārīcī, la più popolare: la dea possiede tre facce e cavalca sette maiali

Mārīcī (in sanscrito: मारीची, letteralmente "raggio di luce"; in giapponese: 摩利支天?, Marishi-ten; in tibetano: ’Od-zer-can-ma; in cinese Molizhitian) è la deva o bodhisattva dell'alba secondo il Buddismo Mahāyāna.
Nel Taoismo e nella Religione popolare cinese, Dǒumǔ (斗母元君S, Dǒumǔ YuánjūnP) è considerato un sinonimo di Marici all'interno del buddismo esoterico cinese.

## Origini
Le origini di Mārīcī sono incerte; tuttavia, sembrerebbe essere una dea che amalgama diverse divinità vediche, iraniche e non-indoiraniche appartenute ad un lasso di tempo pari a 1500 anni. Nel primo millennio avanti Cristo le scuole eclettiche del Buddismo Vajrayāna iniziarono a deificare gli incantesimi magici, e incorporarono alcune divinità indù locali nelle loro pratiche buddiste. Queste nuove divinità erano state introdotte con il fine di integrare meglio gli individui non buddisti nella religione; tra queste era presente Mārīcī, con la sua natura duplice caratterizzata da una forte associazione con la luce e il fuoco, oppure da un carattere marziale.
Secondo il dizionario cinese Butuzou World, Mārīcī ha origine dalla dea vedica dell'aurora Ushas.
La dea ricopre diversi ruoli, sia nella sua forma maschile che nella sua forma femminile: nelle culture in cui il suo culto era diventato popolare venne definita «Dea della Stella Polare», «Dea dell'Orsa Maggiore», «Regina del Paradiso», «Dea dell'Alba», guaritrice, protettrice dei viaggiatori, bodhisattva che promette di portare tutti gli esseri senzienti al suo risveglio e dea guerriera. Per questo motivo, Mārīcī non venne rappresentata allo stesso modo da parte di culture diverse.

## Iconografia

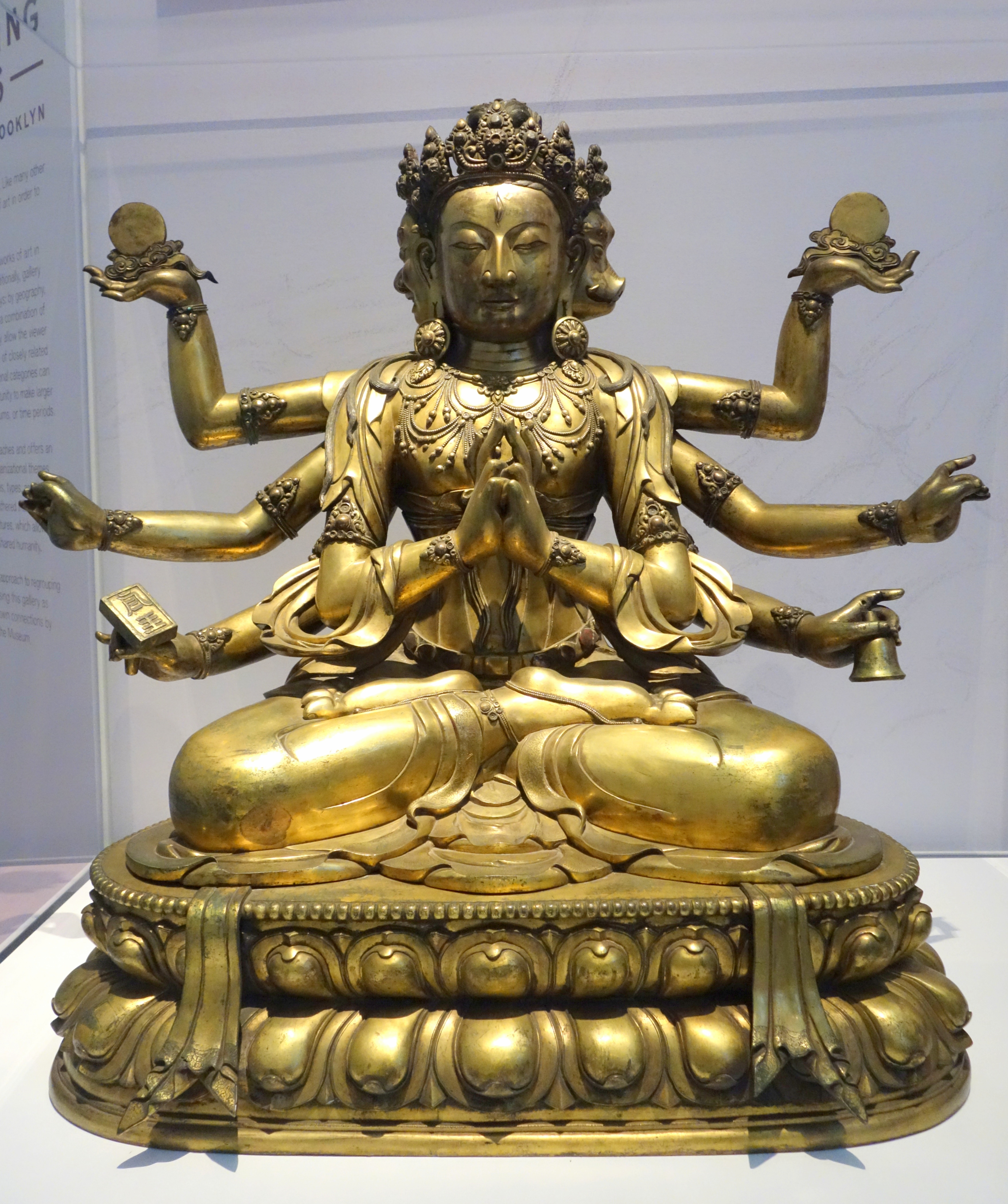
Una statua raffigurante Mārīcī della dinastia Qing, risalente al diciottesimo secolo

Solitamente, Mārīcī viene raffigurata come una feroce demonessa con tre facce, una delle quali è quella di una scrofa, mentre cavalca sette maiali. In altre raffigurazioni è una donna attraente seduta su loto aperto. In Tibet è possibile trovarla sotto diverse forme, con tre o sei teste mentre indossa ornamenti composti da teschi.
Nella mitologia giapponese, invece, è possibile vederla con una, tre, cinque o sei facce, accompagnate da due, sei, otto, dieci o dodici braccia; nelle sue manifestazioni multiformi una delle sue facce è riconducibile a quella di una scrofa, e la deva cavalca o una scrofa o un carro infuocato trainato da sette maiali. Ci sono pochi esempi di statue o dipinti raffiguranti Mārīcī presenti in Giappone: nel tempio di Shoutaku-in (聖沢院?) di Kyoto è possibile trovare un dipinto policromo la cui provenienza si pensa essere coreana, mentre nel tempio di Tokudaiji (徳大寺?) a Tokyo è presente una grande immagine che la rappresenta, attribuita al principe ereditario Shōtoku Taishi (574–622). Nell'isola nipponica ninja, lottatori e samurai la veneravano come loro dea.
Nel libro Nispannayogavali è presente una descrizione di un mandala raffigurante la deva: solitamente, il suo mandala è composto dalla deva posizionata al suo centro, circondata da venticinque divinità.